# Mimosa punctulata
Mimosa punctulata är en ärtväxtart som beskrevs av George Bentham. Mimosa punctulata ingår i släktet mimosor, och familjen ärtväxter. Inga underarter finns listade i Catalogue of Life.